# José Antonio Lezcano y Ortega
José Antonio Lezcano y Ortega auch Monseñór Lezcano (* 10. April 1865 in Granada, Nicaragua; † 6. Januar 1952 in Managua) war von 1913 bis 1952 der erste Erzbischof des Erzbistums Managua sowie 1915 bis 1916 Parlamentspräsident.

## Leben
José Antonio Lezcano y Ortega trat auf Anraten seines Onkels, dem Kanoniker und Erzpriester José Antonio Lezcano Morales, 1883 in das Priesterseminar San José in Costa Rica ein. Am 15. April 1888 empfing er die Priesterweihe. Er war 25 Jahre lang Rektor des Seminars von León.
Lezcano engagierte sich zudem politisch. Er wurde in der Regierungszeit von José Santos Zelaya, aus Nicaragua ausgewiesen.
Mit der US-Militärintervention in Nicaragua 1909–1925 kam die Partido Conservador de Nicaragua an die Macht. 1912 wurde Lezcano y Ortega als Delegierter für die verfassungsgebende Versammlung gewählt; er war von 1915 und 1916 Parlamentspräsident.

## Erzbischof von Managua
Am 2. Dezember 1913 teilte Papst Pius X. durch die Bulle Quan Juxta apostolicum effatum die bisherige Diözese von Nicaragua in die Diözesen León, Granada, Matagalpa und das apostolische Vikariat von Bluefields auf und schuf so, mit Wirkung ab 10. Dezember 1913, das Erzbistum Managua.
Lezcano y Ortega wurde am 3. Mai 1914 durch den Bischof Simeón Pereira y Castellón, dem ersten Bischof von León und letzten von Nicaragua und von José Cándido Piñol y Batres, dem ersten Bischof von Granada in der Kathedrale in Managua zum Bischof geweiht. 
Er starb am Dreikönigstag 1952 und wurde in der Krypta unter dem Hauptaltar der Kathedrale beigesetzt. Beim Erdbeben am 23. Dezember 1972 stürzte die Kathedrale über ihm ein. Er wurde 1982 exhumiert und in der Kirche Sankt Anna in Westmanagua beigesetzt.

## Wirken
Lezcano war 1928 Gründungsmitglied und langjähriger Sekretär der Academia Nicaragüense de la Lengua. Im Februar 1951 verlieh ihm Francisco Franco über den Botschafter Gaspar Sanz y Tovarden den Orden de Alfonso X el Sabio.
Lezcano y Ortega ließ vom belgischen Ingenieur Pablo Dambach die Kathedrale Santiago de Managua planen, die 1938 durch Präsident Anastasio Somoza García eröffnet wurde. Geweiht wurde die Kathedrale erst 1946 durch Lezcano y Ortega. Bei einem Erdbeben 1972 sürtzte die Kathedrale ein.